# Voie héracléenne
La Voie héracléenne est le nom donné à une route mythique qui mène du détroit de Gibraltar en Espagne jusqu'au col de Montgenèvre dans les Alpes, en traversant les Pyrénées, longeant le littoral de la Méditerranée et passant par Narbo (Narbonne) et Nemausus (Nîmes). Cet itinéraire fut remplacé à l'époque romaine par la Voie Domitienne et la Via Augusta.
Dans l'Antiquité, elle a porté les noms de Via Heraclea, Via Heraklea ou Via Herculea.

## Histoire
Cette voie tient son nom du héros de la mythologie grecque Héracles (équivalent de l'Hercule romain) qui, selon la légende, aurait ramené par ce chemin un troupeau de bœufs pris au géant à trois têtes Géryon. Cet exploit constitue le dixième des douze travaux d'Héraclès.
Dans les Anecdotes merveilleuses, un texte attribué à Aristote, on peut lire ceci : « On dit que d’Italie jusqu’en Celtique, chez les Celtes de Ligurie et les Ibères, il y a une route nommée Héraclée ; lorsqu'un Grec ou un habitant du pays passe par cette route, il est protégé par les gens qui habitent auprès, de manière à ne subir aucun tort ; car ceux qui causent du tort doivent acquitter une amende. »
La légende de la création de cette voie par le demi-dieu se réfère sans doute à une route (ou un ensemble de routes) qui existait déjà à l'époque protohistorique (comme le chemin d'Hannibal (camino de Aníbal), ancêtre de la Via Augusta). Ni le tracé exact de cet axe et ni l'époque à laquelle il fut créé ne sont connus. Les Ibères, les Celtes ou les Ligures en sont peut-être les artisans, mais il se peut aussi qu'il soit encore plus ancien. Certains attribuent sa fondation aux Phéniciens.
Ce trajet permettait notamment de relier les villes grecques fondées au VIe siècle av. J.-C. comme Massalia (Marseille) et Agatha (Agde).
Lors de la deuxième guerre punique, en 218 av. J.-C., le général carthaginois Hannibal a emprunté cet itinéraire, au moins en partie, avec ses troupes et ses éléphants, pour se rendre en Italie depuis Carthagène (Espagne).
La Voie Domitienne, construite par les Romains à partir de 118 av. J.-C. pour relier l’Italie à la péninsule Ibérique en traversant la Gaule narbonnaise, reprend plus ou moins le parcours de la Voie héracléenne. Son prolongement au-delà des Pyrénées, la Via Augusta, suit lui aussi une partie de son tracé.